# Babylon 5 űrállomás
A Babylon 5 űrállomás a Babylon 5 című amerikai sci-fi sorozatban szereplő űrállomás.
A Babylon 5 egy 5 mérföld hosszú O'Neil osztályú űrállomás, amely 2257-ben – 10 évvel a Föld-Mimbar háború után – állították hadrendbe. A Babylon 5 űrállomás az Epsilon III bolygó körül kering. Az állomás energiaellátásáról 8 darab fúziós reaktor gondoskodik. A Babylon 5 az elődjéhez, a Babylon 4-hez képest kisebb, és csak pár tolóhajtóművel rendelkezik, melyek az állomást a bolygó körüli pályáján tartják.

## Felépítés
Amikor az állomást üzembe helyezték, csupán egy alacsony szintű védelmi háló működött a Babylon 5-ön, igen sebezhetővé téve a támadásokkal szemben. Ez egészen az állomás 2259-es bővítéséig így maradt, amikor is a rendszereket teljesen átépítették, hogy a Babylon 5 megfelelő tűzerővel rendelkezzen a támadó erők elleni védekezéshez. A Babylon 5 ezen kívül kiegészül 48 db Starfury vadászgéppel. A Babylon 5 orr-részén találhatók a vezérlő, a megfigyelőkupola és a dokkolóöblök. Az állomás dokkolórendszerét két dokkolóöböl alkotja. Az első lehetővé teszi, hogy a kisebb hajók a forgórész 0 G-s középvonalán haladva bejussanak egy megfelelő belső landolóöbölhöz. A második, nagyobb öböl az állomás felső, nem forgó részén található.
A Babylon 5-öt hat részre (szektorra) osztották fel. Ezeket a szektorokat 6 különböző színnel jelölik, melyek a következők:
- Barna Szektor – klíma és külső burok.
- Kék Szektor – vám, műveleti helységek és Földerő legénységi szállások.
- Sárga Szektor – gépházak, dokkoló- és rakodóöblök.
- Szürke Szektor – szerelés, gyártás és tervezés.
- Vörös Szektor – kereskedelem és átmeneti/kereskedelmi szállások.
- Zöld Szektor – diplomáciai szállások és szolgáltatások.

Minden szektort 36 részre van osztva. Ezeket a részeket számok jelölik. Minden szám egy egy szintet jelöl.
A Babylon 5-ön van egy hatalmas botanikus kert, mely az állomás középső részén van.
A Babylon 5 több vasútrendszer van, mellyel könnyen el lehet jutni az állomás egyik pontjából a másikba.

## Életfenntartó rendszer
A gravitációt az állomás középső részének forgatásával érik el. Az állomás életfenntartó rendszere az összes fajt el tudja látni. Több mint húsz faj tartózkodik a Babylon 5-ön, ebből körülbelül 14 faj él az idegen-szektor területén nem-oxigén atmoszférában. 250.000 élőlény él az állomáson.

## Kommunikációs hálózat
Az állomásnak saját kommunikációs hálózata van. Ez a BabCom, mely magában foglalja az állomáson belüli, a hajó és állomás közötti, valamint a hosszútávú kommunikációt is. Az úgynevezett Aranycsatornát csak az állomás főtisztjei és a különböző fajok nagykövetei használhatják. Ez gyorsabb,  és védett kommunikációt biztosít a használók számára.

## Távolságok pár bolygótól
- Föld – 36 standard óra
- Centauri – 48 standard óra (75 fényév)
- Minbar – 96 standard óra
- Narn – 36 standard óra (12,2 standard fényév)